# 福岡県道254号須磨園南原曽根線
福岡県道254号須磨園南原曽根線（ふくおかけんどう254ごう すまぞのみなみばるそねせん）は、福岡県行橋市から北九州市小倉南区に至る一般県道である。

## 概要
行橋市大字須磨園から北九州市小倉南区下曽根4丁目に至る。起点である行橋市北西部の須磨園交差点から東に進み、京都郡苅田町域の小波瀬川北岸で一部福岡県道255号山口行橋線と重複する。国道201号バイパスの北側を並走しながら北に向きを変え、JR九州日豊本線の内陸側を北上する。北九州市小倉南区の朽網西でJR九州日豊本線 朽網駅西側を通過してからは日豊本線から大きく離れ住宅地を通るが再度JR九州日豊本線に近づき、踏切で交差したのち終点の曽根出張所交差点に至る。
起点からしばらくは田園地帯を通るが、北上するにつれて沿道の人口が増え、さらに国道10号の抜け道ともなっているため交通量が多くなる。

### 路線データ
- 起点：福岡県行橋市大字須磨園（須磨園交差点、福岡県道64号苅田採銅所線交点）
- 終点：福岡県北九州市小倉南区下曽根4丁目（曽根出張所交差点、福岡県道25号門司行橋線交点）

## 路線状況

### 重複区間
- 福岡県道255号山口行橋線（京都郡苅田町大字鋤崎・帯田橋交差点 - 京都郡苅田町大字上片島・天神橋交差点、バイパス：京都郡苅田町大字下片島・猪熊北交差点）

### 道路施設

#### 橋梁
- 帯田橋（白川、京都郡苅田町）
- 貫川橋（貫川、北九州市小倉南区）

#### トンネル
- 緑ヶ丘トンネル：延長111 m、2012年（平成24年）竣工[1][2]、京都郡苅田町

## 地理

### 通過する自治体
- 福岡県
  - 行橋市 - 京都郡苅田町 - 北九州市（小倉南区）

### 交差する道路
| 交差する道路                         | 市町村名 | 市町村名 | 交差する場所 | 交差する場所            |
| ------------------------------------ | -------- | -------- | ------------ | ----------------------- |
| 福岡県道64号苅田採銅所線             | 行橋市   | 行橋市   | 大字須磨園   | 須磨園交差点 / 起点     |
| 福岡県道255号山口行橋線 重複区間起点 | 京都郡   | 苅田町   | 大字鋤崎     | 帯田橋交差点            |
| 福岡県道255号山口行橋線 重複区間終点 | 京都郡   | 苅田町   | 大字上片島   | 天神橋交差点            |
| 福岡県道255号山口行橋線 重複区間終点 | 京都郡   | 苅田町   | 大字下片島   | 猪熊北交差点            |
| 福岡県道64号苅田採銅所線             | 京都郡   | 苅田町   | 大字馬場     | 馬場交差点              |
| 国道10号                             | 北九州市 | 小倉南区 | 朽網西五丁目 | 朽網駅入口交差点        |
| 福岡県道256号新導寺曽根線            | 北九州市 | 小倉南区 | 中曽根五丁目 |                         |
| 福岡県道25号門司行橋線               | 北九州市 | 小倉南区 | 下曽根四丁目 | 曽根出張所交差点 / 終点 |

### 交差する鉄道
- 日豊本線

### 沿線
- 北九州保育福祉専門学校
- JR九州日豊本線
  - 小波瀬西工大前駅 - 苅田駅 - 朽網駅 - 下曽根駅
- 苅田町立片島小学校
- 福岡県立苅田工業高等学校
- 苅田町立馬場小学校
- 苅田町立苅田中学校
- E10 東九州自動車道 1 苅田北九州空港IC
- 北九州市立東朽網小学校
- 北九州市立曽根中学校
- 北九州市立曽根小学校
- 曽根郵便局